# Abu Abdallah IV
Abu Abdallah IV (en arabe : أبو عبد الله محمد الثابتي بن أبي عبد الله محمد الثالث المتوكل, Abou-Abd'Allah Mohammed al-Thabity Ibn Abi Abd'Allah Mohamed al-Thalith al-Moutawekkel) ou 'Abou Thabet Mohamed, est un sultan de la dynastie Zianide qui commence à règner entre 1468 et 1474 jusqu'en 1504 à 1505 sur le royaume de Tlemcen,. Succédant à son frère, il est réputé pour avoir repoussé une attaque des Portugais sur la forteresse de Mers el-Kébir en 1501. Il maintient l'unité du royaume non sans peine face à de nombreuses révoltes des provinces de l'Est.
Dans sa cour, il accueille les populations andalouses musulmanes persécutées de la péninsule Ibérique dont Boabdil. Il reçoit également la visite de l'écrivain et explorateur andalou, Hassan al-Wazzan plus connu sous le nom de Léon l’Africain.

## Biographie

### Boabdil à Tlemcen
En 1494, à la suite de la chute de Grenade, le sultan détrôné Boabdil, vient lui demander asile et protection. Il reçoit également à sa cour un accueil des plus hospitaliers et des plus consolants, ce qui le détermine à fixer son séjour dans la capitale du Maghreb centrale et à y rester jusqu'à sa mort.
L'écrivain et voyageur andalou Léon l’Africain fait également un séjour à Tlemcen. L'écrivain est si bien accueilli qu'il lui consacre quelques pages dans son ouvrage : La description du royaume de Tlemcen.

### Attaques sur Mers el-Kébir et Oran
En 1497, l'empire Espagnol sous le règne du roi Ferdinand envoie une force considérable sous le commandement du duc de Medina-Sidonia afin de prendre contrôle de Mers-el-Kébir et d'Oran, mais l'entreprise se termine en un échec,.
En 1501, l'empire Portugais tente également de prendre possession d'Oran et de Mers el-Kebir qui était alors l'un des principaux ports du Maghreb central aux mains des Zianides de Tlemcen. Le but étant de mettre un terme à l'activité corsaire venant d'Oran et d'occuper plusieurs points du littoral afin d'exercer une surveillance active et continue sur tout ce qui s'y passait. Cette bataille s'achève par une défaite portugaise.